# Evmenios von Lefka
Evmenios von Lefka, mit bürgerlichem Namen Georgios Tamiolakis (* 26. November 1945 in Agios Charalambos in Lasithi auf Kreta), ist Vikarbischof der Griechisch-Orthodoxen Metropolie von Deutschland des Ökumenischen Patriarchats von Konstantinopel.

## Leben
1959 trat er als Novize in das Kloster Kroustalenia in Lasithi ein und wurde 1964 Mönch. Nach seiner Diakonweihe am 23. Dezember 1964 war er bis 1976 Bischofsdiakon des Bischofs von Chania. In dieser Zeit studierte er an der Theologischen Fakultät der Universität von Athen. Am 3. April 1977 wurde er zum Priester geweiht und anschließend zum Archimandriten ernannt. 1977 kam er zum Aufbaustudium in den Fächern Soziologie und Pädagogik nach Aachen und diente fortan der Griechisch-Orthodoxen Metropolie von Deutschland als Pfarrer in der Kirchengemeinde Hl. Dimitrios zu Aachen.
Nach der Bischofswahl am 22. Dezember 1993 durch die Heilige Synode des Ökumenischen Patriarchats mit dem Titel des altehrwürdigen Bistums von Lefka wurde er am 15. Januar 1994 zum Bischof geweiht.
Auf Beschluss aller kanonischen in Deutschland residierenden orthodoxen Bischöfe hat er von 2002 bis 2006 die Leitung des „Referates für Schule und Religionsunterricht der Orthodoxen Kirchen in Deutschland“ übernommen. Von 1981 bis 1996 war er Redakteur der vierteljährlich erscheinenden Zeitschrift Orthodoxe Gegenwart der Metropolie. Bischof Evmenios ist Gründungsmitglied der Hilfsorganisationen Wir für Ruanda und Für ein neues Leben. Er ist Mitglied der internationalen Ökumenischen Bewegung der Bischöfe – Freunde der Fokolar-Bewegung und Mitglied des Exekutiv-Ausschusses des Klaus-Hemmerle-Preises.
Evmenios von Lefka wurde 1995 mit dem Bundesverdienstkreuz I. Klasse für seinen Beitrag zur gelungenen Integration der Griechen in die deutsche Gesellschaft und die Zusammenarbeit der Christen untereinander ausgezeichnet.